# Thayer (Missouri)
Thayer is een plaats (city) in de Amerikaanse staat Missouri, en valt bestuurlijk gezien onder Oregon County.

## Demografie
Bij de volkstelling in 2000 werd het aantal inwoners vastgesteld op 2201.
In 2006 is het aantal inwoners door het United States Census Bureau geschat op 2173, een daling van 28 (-1,3%).

## Geografie
Volgens het United States Census Bureau beslaat de plaats een oppervlakte van
5,6 km², geheel bestaande uit land. Thayer ligt op ongeveer 174 m boven zeeniveau.

## Plaatsen in de nabije omgeving
De onderstaande figuur toont nabijgelegen plaatsen in een straal van 24 km rond Thayer.